# Concejo de la Mesta

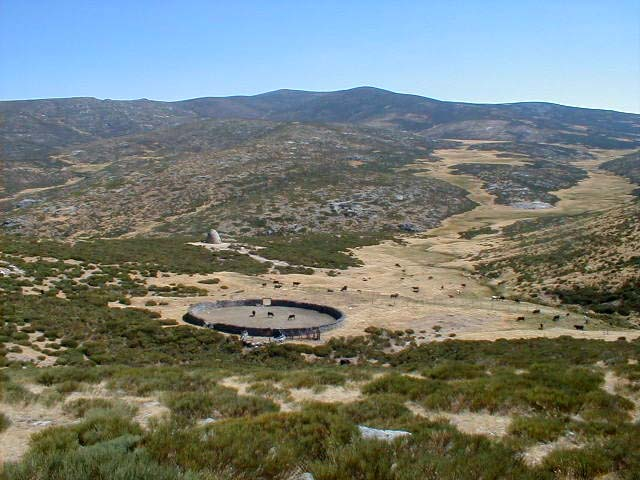
Pastos de montaña en Villafranca de la Sierra (Ávila, España). Se observa el paso de las cañadas, un corral para la recogida del ganado y un chozo de piedra donde se refugiaban los pastores de los rigores del tiempo.

El Concejo de la Mesta de Alfonso X fue creado en 1273 por Alfonso X el Sabio, reuniendo a todos los pastores de León y de Castilla en una asociación ibérica y otorgándoles importantes prerrogativas y privilegios tales como eximirlos del servicio militar y de testificar en los juicios, derechos de paso y pastoreo. Con anterioridad ya los ganaderos se reunían en asambleas o concejos llamados "mestas" (la palabra mesta proviene de mixta, que significa 'mezclada') en diversas localidades dos o tres veces al año con el fin de tratar de los negocios concernientes a sus ganados o gobierno económico, y para distinguir y separar los mestencos (animales sin dueño conocido) que se hubiesen mezclado.
Durante la Edad Media y con el paso del tiempo, se añadieron nuevos privilegios reales a la Mesta y una fiscalización especial para protegerla de los agricultores, lo que provocó largos e incontables pleitos hasta el año 1836, en que se abolió. La Mesta es considerada una de las agrupaciones corporativas o gremios más importantes de Europa en la Edad Media y el primer gremio ganadero, aunque existieron corporaciones locales de ganaderos anteriores en Aragón (Casa de Ganaderos de Zaragoza).

## Los orígenes de La Mesta
Las diferentes corrientes historiográficas han definido distintos discursos sobre el origen de La Mesta más allá de lo puramente institucional, atendiendo esencialmente a cuales fueron los hechos que dieron lugar a la creación de la propia institución. La relevancia de este estudio se hizo patente ante la divergencia de los análisis de los diferentes historiadores, sobre todo, en la elaboración del discurso historiográfico sobre la "Crisis del siglo XVII". De ese modo, para aquellas corrientes que construyen un discurso sobre el decaimiento de la corona hispánica en el siglo XVII, La Mesta nace como una organización democrática de pequeños ganaderos y propietarios que fueron reunidos por Alfonso X por vez primera en 1273. De ese modo, la Mesta se entiende como una organización exclusivamente o al menos dominada por ganaderos, hasta que Carlos V "en su afán recaudatorio", moldeó la institución para que fuese controlada por grandes propietarios nobles y eclesiásticos. En esa línea se entienden los estudios de Vicens Vives en su Manual de Historia Económica de España, entre otros.
El 2 de septiembre de 1273, el rey Alfonso X concedió un privilegio a la asociación de ganaderos que cada año se reunían bajo el «haya pomposa», cuyos hijos aún existen, cerca de Barbadillo de Herreros, concediéndoles el título de «Honrado». Fue la primera institución de derecho público en favor de la oveja.
Sin embargo, otros estudios (Sobrequés, Reyna Pastor) plantean líneas de investigación más vinculadas a la que se ha llamado "realidad social" de La Mesta. Consideran que en los orígenes de la trashumancia en Castilla, se encuentran una serie de aristócratas ricos y eclesiásticos, dueños de grandes rebaños, que fueron en realidad el germen de la nueva institución, fundamentalmente interesada en los privilegios de la trashumancia. Esto explicaría en parte el proceso de conflicto entre ganaderos y agricultores en una lucha de privilegios (que Sobrequés entiende como equilibrada) y que finalizaría con la victoria de aquellos sobre estos.
A estas tesis sobre los orígenes de la trashumancia hay que añadir el importante peso que algunos historiadores le dan a la aparición de la oveja merina, cuya lana se convertirá en el principal producto de exportación de Castilla durante varios periodos en la Baja Edad Media y la Edad Moderna. Tal es su importancia, que algunos historiadores han considerado que sin oveja merina no habría Mesta. Por ello, se mostró importante entender la llegada de la oveja merina a la Península, importada desde el Magreb, como intuyó Klein y otros historiadores como Robert S. López buscaron demostrar. No hay más que elucubraciones sobre por qué fue esta importada a la naciente Mesta y no a Andalucía, mucho más cerca geográfica y culturalmente con el Norte de África; o a Aragón, cuyas rutas comerciales ya conocían la lana de oveja merina, vendida, al menos, en Túnez.

## Pastores y labradores
En la España medieval, durante la Reconquista, los reinos cristianos y musulmanes estaban separados por una franja de territorio que podía llegar a tener hasta 100 km de anchura, casi despoblados, pues era tierra de nadie sometida a continuas incursiones bélicas de los dos bandos. En estas tierras no valía la pena labrar, porque las campañas bélicas se organizaban durante el buen tiempo, en la época de las cosechas, de modo que lo más probable es que, por unos o por otros, acabaran dadas al fuego o al saqueo.
Este territorio lo aprovechaban los pastores, cuyo ganado podía moverse de un lugar a otro, practicando la trashumancia, de modo que lo recorrían durante el otoño y el invierno (temporadas frías) y, en la temporada de campañas (primavera y verano), se refugiaban en las montañas del norte, más húmedas y que conservaban sus pastos durante el tiempo cálido, consiguiendo formar una ganadería muy importante. La base principal de la importancia económica de estos rebaños era la oveja merina, cuya lana, de gran calidad, era apreciada (y todavía lo es) en toda Europa, así como la oveja churra, para carne y leche. La lana tenía como mercados más importantes Medina del Campo y Burgos. Conforme avanza la Reconquista, estas tierras se van repoblando y labrando, mientras se establece otra franja de tierra de nadie más hacia el sur.

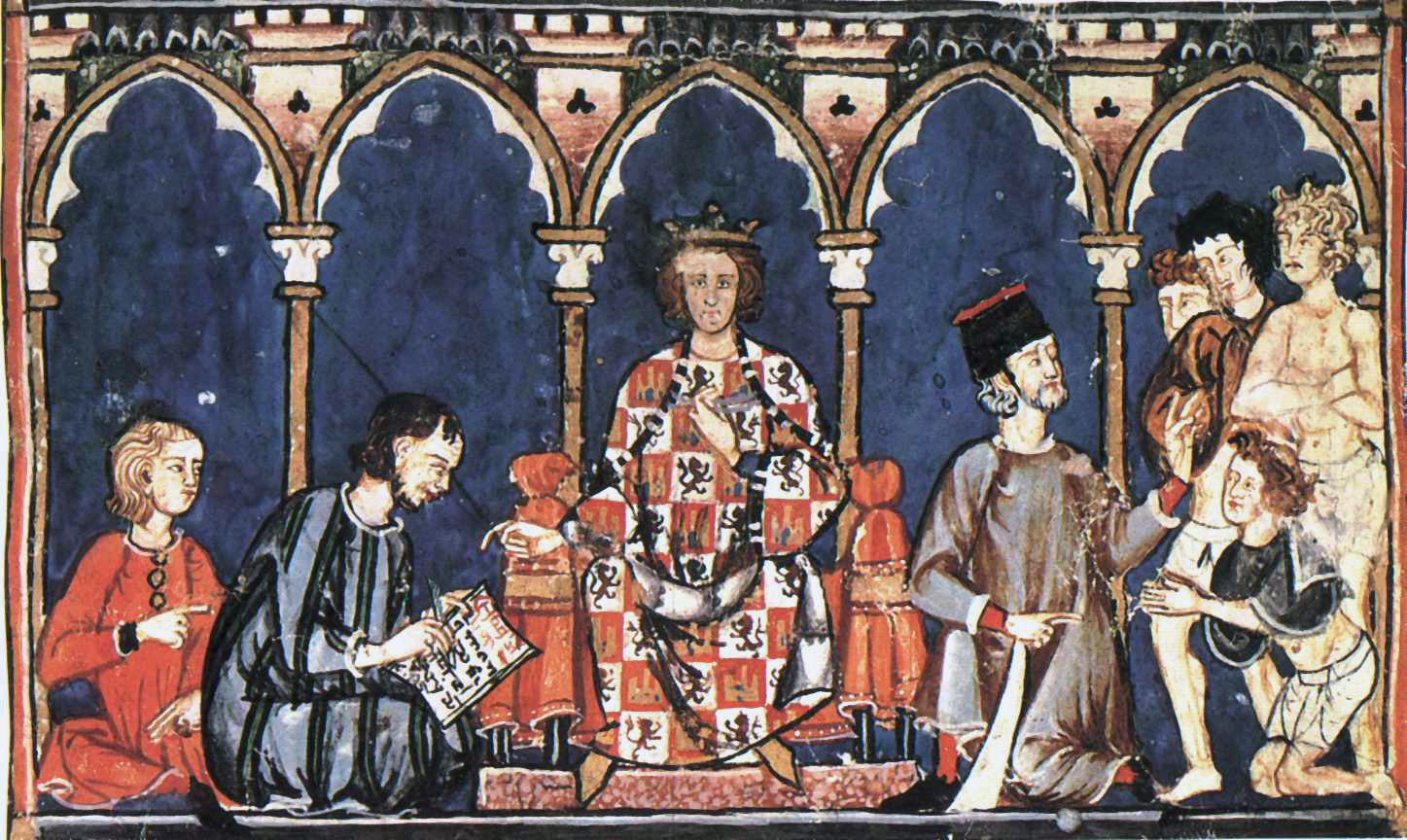
Alfonso X el Sabio.

Cuando el rey Fernando III dio un gran impulso a la Reconquista (siglo XIII), incorporando a sus reinos gran cantidad de territorio y haciendo tributarios a los reinos moros que quedaban, la tierra de nadie se convierte en segura y los labradores roturan los pastos, prohibiendo el paso de los ganados que se comían las plantas verdes. Teniendo en cuenta que otra gran riqueza de Castilla es el trigo, los reyes (empezando por el sucesor de Fernando III, Alfonso X el Sabio) se ven en la necesidad de promulgar leyes para defender a unos y a otros, protegiendo las cosechas en general, al establecer caminos delimitados para el ganado entre las tierras cultivadas (cañadas, cuerdas, cordeles, etc.) para facilitar la trashumancia y el paso entre unas zonas de pastos y otras, generalmente situadas en zonas de difícil roturación.

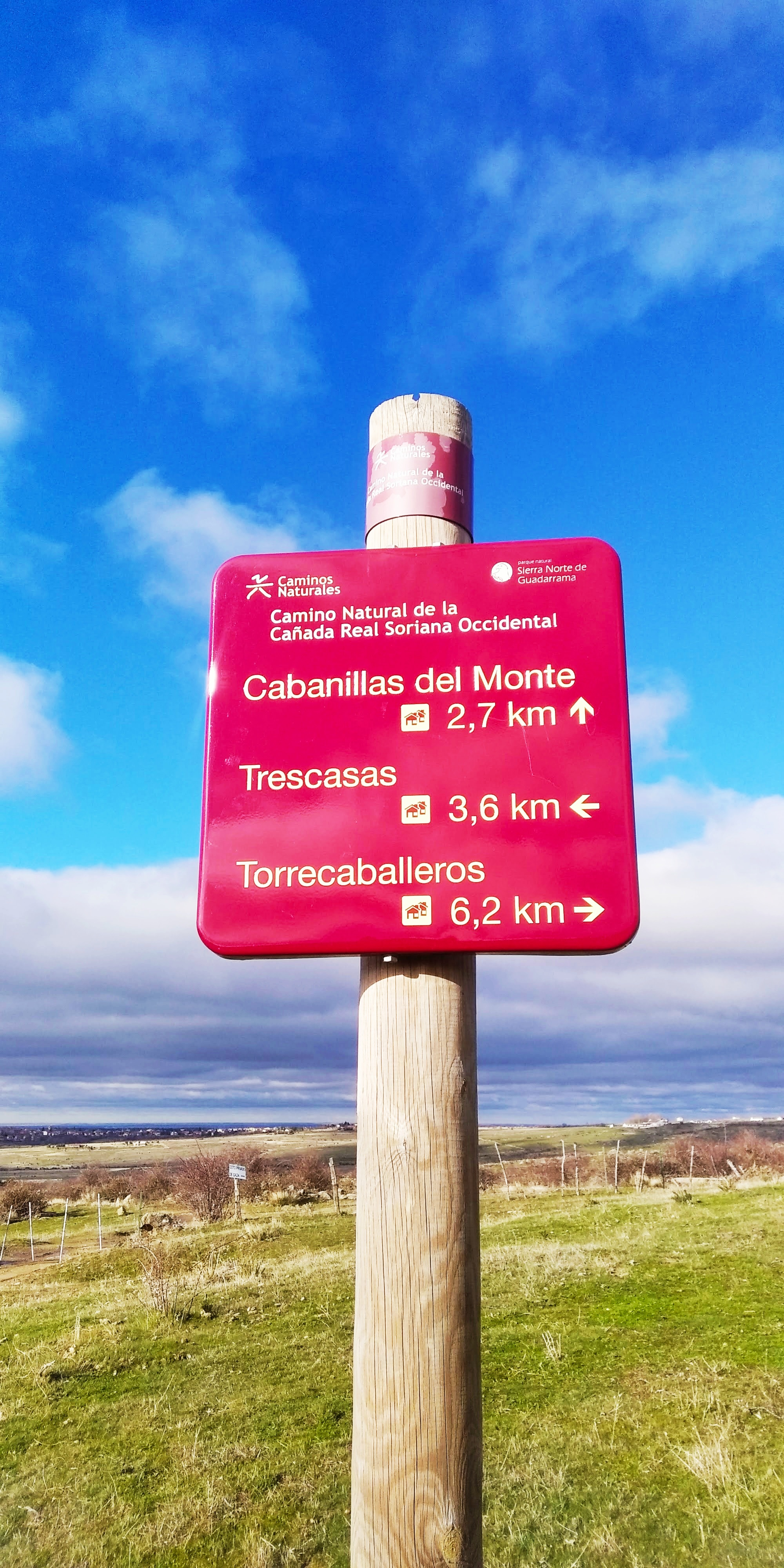
Señal de la Cañada Real Soriana Occidental a su paso por Cabanillas del Monte, Trescasas y Torrecaballeros (Segovia)

## Historia de la Mesta

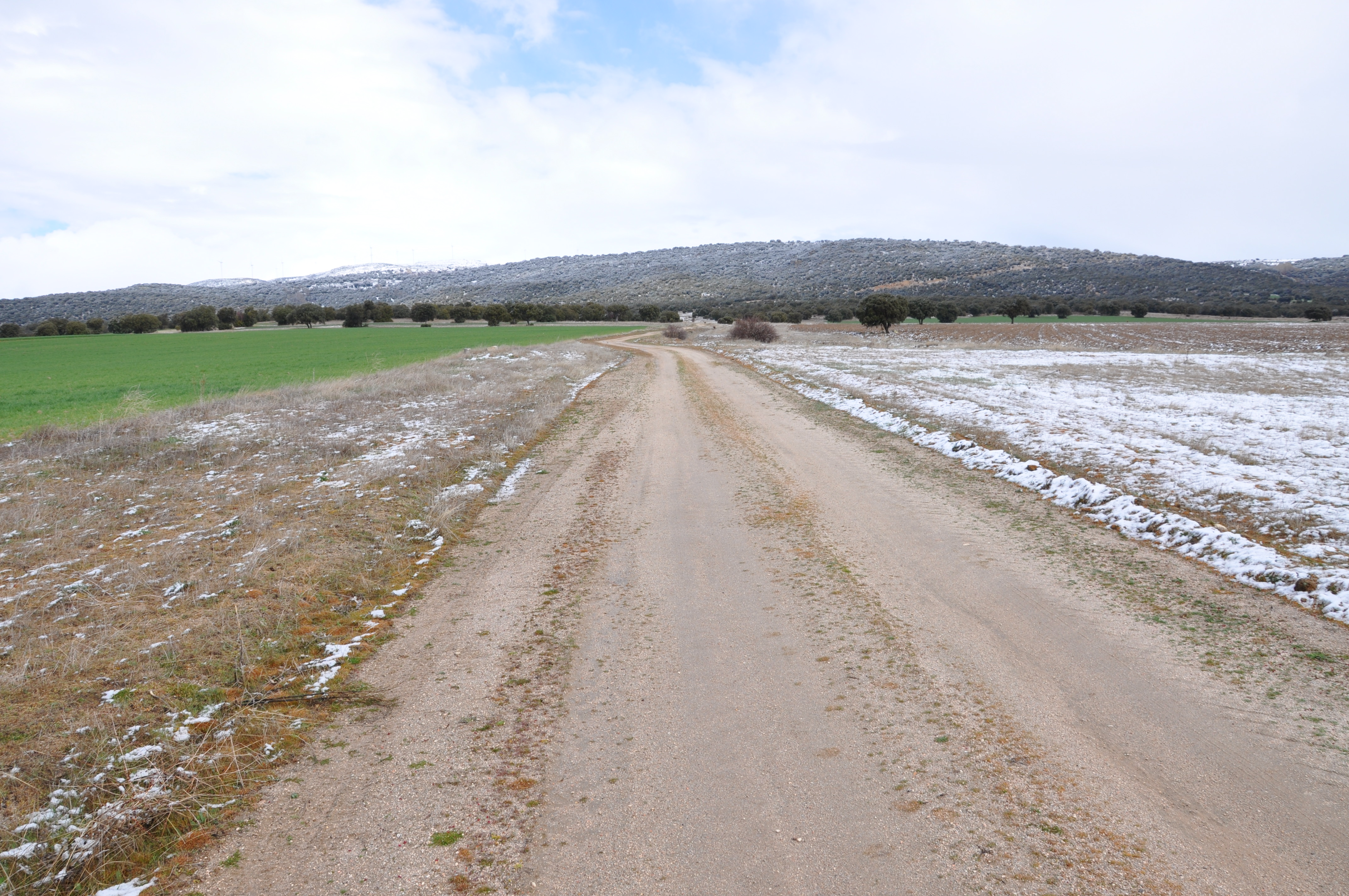
Cañada Real Leonesa Occidental en el Valle de Amblés, Ávila, España.

Las agrupaciones de pastores y ganaderos se fusionaron en la "Real sociedad de ganaderos de la Mesta", según el privilegio de Alfonso X el Sabio, en 1273 en Gualda, aunque su denominación y reglamentación es de 1347, reinando Alfonso XI. Como se ha dicho, con su creación se intentaba evitar posibles conflictos entre agricultores y ganaderos, ya que estos últimos debían atravesar las tierras de los agricultores con sus rebaños dos veces al año, produciendo daños en los cultivos. Esto se subsanó construyendo unos itinerarios concretos: los de mayor anchura se llamaban cañadas, y las más importantes de entre ellas se llamaban cañadas reales, dando testimonio de su creación por el rey.
En las cortes de Toledo de 1480, se decreta dejar libre el paso de rebaños entre Aragón y Castilla, manifestándose el papel preponderante que los Reyes Católicos darían a la Mesta. El mismo año otro decreto otorgaba libertad absoluta para el tránsito de ganados en ambos reinos. Con esto no solo pretendían proteger esta actividad, sino también incrementar los ingresos de la corona mediante el arrendamiento y la venta de derechos de pastos. A partir de entonces, el presidente de la Mesta sería el miembro más antiguo del Consejo Real.
La Mesta alcanzó su máximo esplendor en 1492, año en que los campesinos consideraron excesivos los privilegios concedidos a la Mesta. Se originó entonces el refrán Tres Santas y un Honrado tienen al pueblo agobiado. Las santas era la Santa Inquisición, la Santa Cruzada y la Santa Hermandad; el trío se completaba con el Honrado Concejo de la Mesta.
Desde el año 1500, la Mesta se organizaba celebrando dos asambleas al año, una en el sur de la península entre enero y febrero, y la otra en el norte, entre los meses de septiembre y octubre. La labor de estas asambleas era resolver principalmente asuntos de carácter interno como la organización de las trashumancias próximas, orden de paso y la elección de los cargos que debían dirigir la Mesta. El cargo principal era el de Presidente, los cuatro alcaldes de cuadrilla, que le ayudaban en sus tareas y los alcaldes mayores. También tenían relevante importancia los jueces de comisión, encargados de juzgar y multar a los que no cumplieran la extensa normativa de la Mesta. Existe un gran desconocimiento sobre el funcionamiento a nivel institucional de la Mesta, lo que ha provocado todo tipo de especulaciones al respecto y ha creado “la leyenda negra”, que decía que desde los Reyes Católicos, la Mesta era una máquina perfecta por su organización, atribuciones y actuaciones.
Fue una organización muy poderosa debido a los privilegios que los reyes le concedían, ya que la lana era un importante producto entre los que exportaba Castilla a Europa, por lo que se debía fomentar la producción de lana, a veces en detrimento de la agricultura, con el caso paradigmático de Extremadura, y la casi desaparición de la agricultura, previamente dominante. Por ello se acusa a la Mesta de ser una las causantes de la deforestación sufrida en la península a lo largo de la historia, ya que la gran cantidad de ganado necesitaba mucho pasto para alimentarse.
Su decadencia y posterior desaparición en el año 1836 tuvo varios motivos:
- La pérdida del monopolio mundial de producción de lana merina (lana de alta calidad), a causa del robo de ganado durante la invasión de Napoleón, produciendo la caída de precios y la pérdida de mercados. Se consideraba que la salud de la población en el norte de Europa y Estados Unidos[7] dependía de la cantidad de lana disponible por la población.
- Elevados precios locales que hacen que las exportaciones de la lana empiecen a ser menos competitivas.
- Continuos conflictos entre ganaderos y la industria, que poco a poco van tomando poder y les van limando ciertos privilegios.
- Las guerras con Portugal, que hacen que muchas cañadas no puedan ser utilizadas.
- La creciente necesidad de dinero de la Corona, que hace que la Mesta pierda privilegios de tipo económico.

## Organización de la Mesta

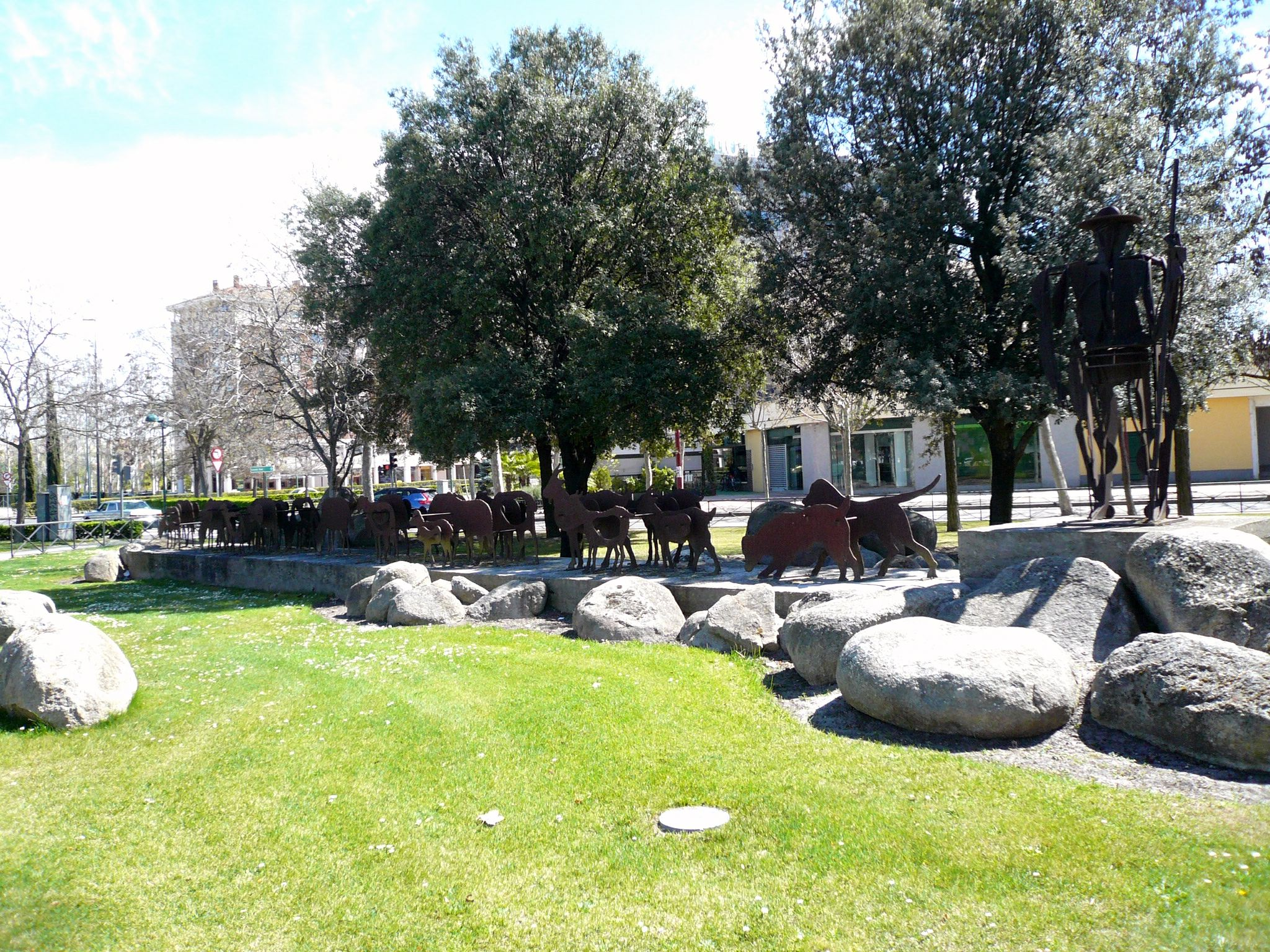
Monumento a La Mesta, en Valladolid

Ya en la Alta Edad Media castellana existían las denominadas mestas locales o pequeños campos comunes adonde acudía el ganado a pastar y existía un acuerdo de colaboración. La carta original de la Mesta de 1273 fue complementada en 1276 y renovada en 1347 y 1371. Su organización interna se regía originalmente por las regulaciones de 1379, que se han perdido. Sin embargo, las ordenanzas de 1492, complementadas por un código de 1511, regularon sus operaciones durante la mayor parte de su existencia. Fue organizada en cuatro unidades geográficas, las cuadrillas, basadas en las principales ciudades pastoriles de la meseta norte, Soria, Segovia, Cuenca y León, donde la mayoría de los rebaños de ovejas merinas tenían sus pastos. Su consejo de gobierno estaba formado por un presidente que, después de 1500, siempre era elegido entre los miembros del Consejo Real y los jefes de cada una de las cuatro cuadrillas. El cargo de presidente era tan poderoso que, cuando el reformador Pedro Rodríguez, Conde de Campomanes fue designado para este cargo en 1779 para eliminar los abusos de la organización, llegó tan lejos en el desmantelamiento de la organización de la Mesta, impulsando la agricultura en Sierra Morena, uno de sus principales pastos invernales, a pesar de la oposición de los miembros de la Mesta.
Los oficiales administrativos más importantes de la Mesta eran los alcaldes de cuadrilla, también llamados alcaldes de mesta, dos elegidos por cada cuadrilla, a quienes se les confiaba la administración general de las leyes relativas a sus miembros. También había oficiales financieros y legales que representaban a los miembros en la celebración de contratos de arrendamiento y en conflictos con terceros.
Las asambleas de la Mesta estaban abiertas a cualquier persona que pagara sus cuotas de miembro, basadas en el número de ovejas que poseía cada uno, sin requerirse una propiedad mínima. Sin embargo, se ha estimado que solo alrededor de una décima parte de sus miembros asistían a estas asambleas. Aunque cada miembro presente tenía un solo voto, los nobles y los propietarios más importantes tenían la mayor influencia y, a menudo, podían dirigir los procedimientos. Inicialmente, la Mesta realizaba tres asambleas al año, pero a partir de 1500 se redujeron a dos, una en los pastizales del sur en enero o febrero, y la otra en uno de los cuatro centros de la cuadrilla norte en septiembre u octubre. Estas asambleas se ocupaban de la organización de la próxima trashumancia y de la elección de los oficiales de la Mesta. Las propuestas se votaban primero por cada cuadrilla, luego en una asamblea general, donde cada cuadrilla tenía un voto único. En el siglo XVIII, las reuniones se redujeron, a menudo, a una al año, siempre en Madrid.
Aunque los nobles más importantes y los grandes monasterios se registraban con frecuencia como miembros de Mesta, estos grandes propietarios no eran característicos de esta industria. La limitada evidencia disponible del siglo XVI sugiere que había entre 3.000 y 4.000 propietarios, que dos tercios de las ovejas que migraban anualmente se mantenían en rebaños de menos de 100 ovejas y que muy pocos rebaños superaban las 1.000. Aunque en el siglo XVIII había menos propietarios pequeños y varios propietarios tenían rebaños de más de 20.000 ovejas, la Mesta siguió siendo en gran parte una organización de propietarios de rebaños de tamaño pequeño a medio, y nunca una combinación de grandes propietarios. Sin embargo, en el último siglo de existencia de la Mesta, muchos de los propietarios de pequeños rebaños tuvieron que abandonar la migración anual, a menos que fueran empleados por grandes propietarios como pastores, porque ya no se permitía que sus pequeños rebaños se agruparan en unidades más grandes, como había sido el caso en siglos anteriores.

## Cañadas reales

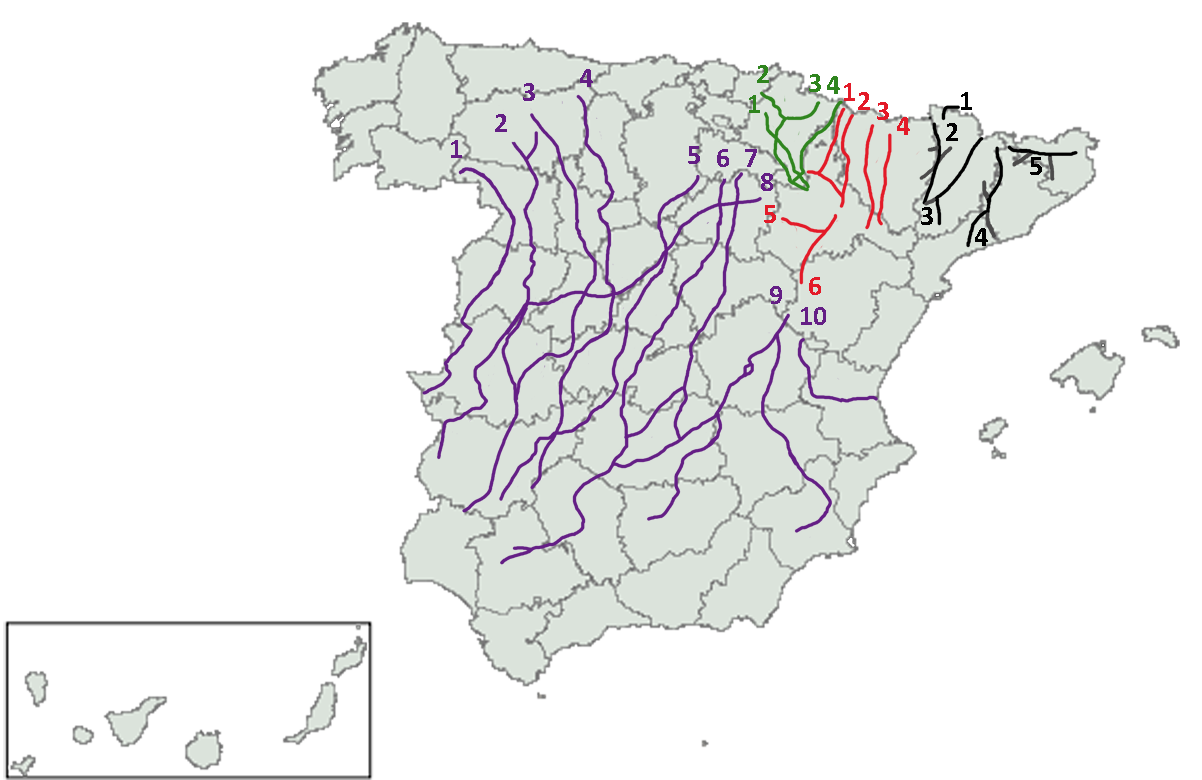
Principales Cañadas Reales de Castilla y sus equivalentes en los otros reinos españoles.

Las principales cañadas reales por las que circulaba el ganado de la mesta fueron:
- Cañada Real de La Plata: partía de León, atravesaba Zamora, Salamanca, Béjar y desde allí se dirigía a Plasencia, Cáceres, Mérida y Badajoz, con ramificaciones hasta Portugal y Andalucía.
- Cañada Real Leonesa Occidental
- Cañada Real Leonesa Oriental
- Cañada Real Soriana Oriental
- Cañada Real Soriana Occidental
- Cañada Real Segoviana: partía de La Rioja con dos ramales, el primero se dirigía al suroeste por Burgos, Palencia, Segovia y Ávila, para unirse en Béjar con la leonesa, y el segundo partía de Cameros, pasaba por Soria, Sigüenza, El Escorial hasta Talavera de la Reina, continuando por un ramal hacia Guadalupe, Almadén y llegaba al valle del Guadalquivir.
- Cañada Real Manchega: nacía en Cuenca con las llanuras murcianas, atravesando La Mancha y parte alta de la cuenca del Guadalquivir.
- Cañada Real Conquense
- Cañada Real de Fuengirola

Cuando llegaban cerca de sus destinos, había toda una serie de caminos menores, con diversos nombres según su importancia: cuerdas, cordeles, etc., para repartir el ganado por las zonas de pastos.